# Тортуга (бронеавтомобиль)
Тортуга (исп. Tortuga) — уникальный бронеавтомобиль (далее — БА), разработанный в Венесуэле специально для наземных частей ВМС в 1934 году. Данные БА были построены на судоверфи ВМС Венесуэлы в Пуэрто-Кабельо под руководством инженера Томаса Паканинса. Машина была создана для достижения паритета в бронетехнике с вооружёнными силами Колумбии после войны с Перу.
Впервые БА «Тортуга» был представлен на военном параде в городе Маракай 23 декабря 1934 года вместе с закупленными у Италии легкими пехотными танками Ansaldo CV 33.

## Особенности
В книге «Historia de la Artillería» («История Артиллерии») лейтенант Педро Артуро Омана описывает БА «Тортуга» следующими словами: «Это был просторный бронированный автомобиль. Внешнее бронирование придавало ему форму, подобную каске лондонского полицейского. Однако, имелись проблемы плохого обзора для механика-водителя, что приводило к низкой маневренности. Так же оставляли желать лучшего вентиляция кабины и обзор для стрелков…»
Внешний бронекорпус в форме полицейской каски (напоминающий также шлем Дарта Вейдера) был установлен на шасси грузовика фирмы «Форд» 1934 года выпуска. Вооружение: 7,7-мм пулемёт Vickers Mk IVB, установленный во вращающейся турели в верхней части корпуса (по другим данным, Vickers Mk II или 13,2-мм Hotchkiss mle 1931).
Ни до, ни после создания бронеавтомобиля «Тортуга» ни в одной стране мира подобная форма бронекорпуса никогда не использовалась.